# Cessna C-106 Loadmaster
Il Cessna C-106 Loadmaster era un bimotore da trasporto militare ad ala alta prodotto dall'azienda statunitense Cessna Aircraft Company negli anni quaranta rimasto allo stadio di prototipo.

## Storia
Negli anni quaranta, con l'entrata degli Stati Uniti d'America nella seconda guerra mondiale l'United States Army Air Forces si ritrovò nella necessità di dotarsi di velivoli da trasporto per poter dislocare personale militare e materiali strategici nelle zone del conflitto.qwertyhvv

### Sviluppo
La Cessna Aircraft propose un progetto, designato dall'azienda P260, dall'impostazione tradizionale per questo tipo di velivolo; bimotore ad ala alta con carrello retrattile e di fusoliera, dotata di portellone laterale, dagli interni capaci di trasportare uomini e materiali. Il modello era realizzato in tecnica mista, con struttura metallica ricoperta da pannelli di compensato.
L'USAAF decise di valutare il velivolo al quale venne assegnata la designazione militare C-106 Loadmaster. Venne realizzato in due esemplari, simili tra loro, tranne essenzialmente per l'utilizzo di due versioni dei radiali Pratt & Whitney R-1340. La commissione esaminatrice espresse parere favorevole e venne emesso un ordine per la fornitura di 500 esemplari.
La carenza di disponibilità di compensato, utilizzato per la realizzazione di altri modelli, comportò l'annullamento del precedente ordine, di conseguenza l'azienda decise di cessarne lo sviluppo e di annullarne la produzione in serie.

## Versioni
C-106
prototipo, numero di serie NX24176 ,  equipaggiato con una coppia di motori R-1340-S3H1.
C-106A
prototipo, numero di serie NX44600 ,  equipaggiato con una coppia di motori R-1340-AN-2.

## Utilizzatori
Stati Uniti
- United States Army Air Forces

operò con i due prototipi solo nell'ambito delle valutazioni.